# 1543
Năm 1543 (số La Mã: MDXLIII) là một năm thường bắt đầu vào thứ hai (liên kết sẽ hiển thị đầy đủ lịch) trong lịch Julius.

## Sự kiện
- Lê Trang Tông và Nguyễn Kim đánh chiến thành Tây Giai kiến lập Lê Nam triều.